# Фрашери, Наим
Наим Фрашери (алб. Naim Frashëri; 25 мая 1846 — 20 октября 1900) — албанский поэт и прозаик. Выдающийся деятель Албанского национального Возрождения. Признан национальным поэтом Албании.

## Биография
Наим Фрашери родился в деревне Фрашери на юге Албании. Уже в детстве слагал стихи. В 1865 году вместе с семьёй переехал в Янину, где поступил в греческую гимназию, преподавание в которой основывалось на идеях французского Просвещения, и где научился писать стихи по-персидски (впервые они были опубликованы в 1885 году в Стамбуле в сборнике «Грёзы»). Кроме того в гимназии поэт изучал ещё и греческий, французский и итальянский языки
По возвращении на Родину вместе с братом Абдюлем Фрашери он участвовал в борьбе Призренской лиги, национальной албанской организации, первоначально созданной при поддержке турецкого правительства, но после вступившей с ним в вооружённый конфликт. Борьба организации окончилась арестом её зачинщиков. В 1882 году Наим Фрашери покинул страну и отправился в Турцию, где получил должность члена цензурной комиссии при министерстве образования Османской империи. При этом он не переставал принимать активное участие в жизни албанского народа, способствовал изданию многих албанских книг, но свои собственные публикации подписывал не полным именем, а используя лишь инициалы.

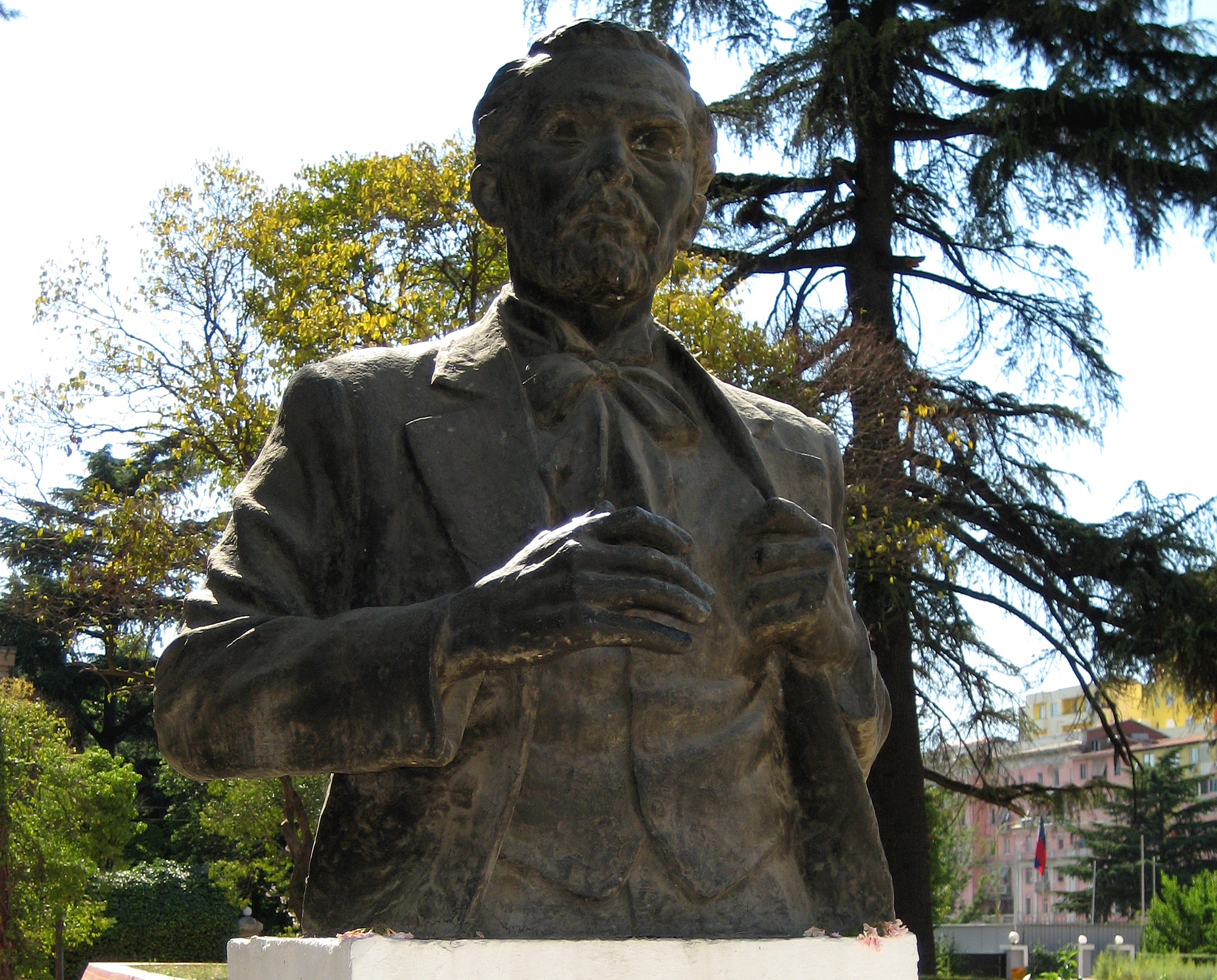
Памятник Наиму Фрашери в Тиране

Наим Фрашери является автором патриотической поэмы на греческом языке — «Истинное желание албанцев», участвовал в создании национальных школ в Албании, ему принадлежат первые албанские азбуки, книги для чтения и учебники. Перевёл Илиаду Гомера, также переводил басни Лафонтена, писал статьи по дидактике и исламской практике.
Самые известные поэмы Наима Фрашери («История Скандербега» и «Кербела») были изданы в 1898 году. На русском языке произведения поэта печатались в переводах Эмилии Александровой, Давида Самойлова и Татьяны Скориковой

## Основы творчества
В общей сложности Наим Фрашери написал двадцать две крупные работы на турецком, греческом, персидском и албанском языках. На его ранние патриотические стихи заметное влияние оказала персидская литература, а также французская. Однако весь его творческий путь был пронизан идеями суфийского пантеизма, утверждавшего божественную суть во всем, что существует в мире, ярким подтверждением тому могут служить его стихотворения «Свирель» и «Светильник», в которых автор наделяет описываемые предметы некоей божественной сущностью.

## Интересные факты

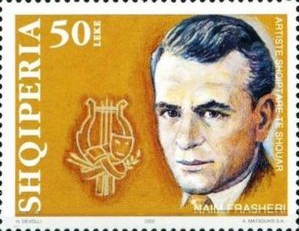
Н. Фрашери на марке Албании 2002 г.

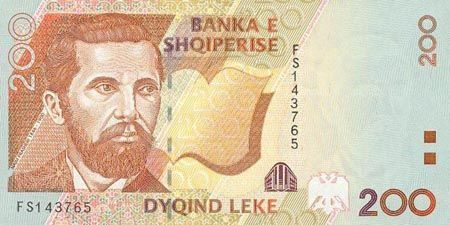
Изображение Наима Фрашери на банкноте в 200 лек

- Наим Фрашери является дядей Али Сами Ена, основателя известного стамбульского футбольного клуба «Галатасарай».[значимость факта?]
- В Албании существует специальный орден за заслуги, который носит имя поэта.
- Наим Фрашери был изображён на лицевой стороне выпускавшейся в 1992—1996 гг. купюры достоинством в пятьсот лек и на банкноте в двести лек, выпускавшейся в 1996—2007 годах.
- Племянник Наима Фрашери Мидхат Фрашери — лидер албанских националистов, основатель Балли Комбетар.[значимость факта?]
- Дочь Наима Фрашери была женой Шахина Колёни, албанского политика и журналиста.[значимость факта?]
- В Тетово (Македония) проводится международный поэтический фестиваль его имени «Дни Наима» (Ditet e Naimit).

## Произведения
1. Kavaidi farisiye bertarzinevin (рус. Грамматика персидского языка), Стамбул, 1871.
2. Ihtiraat ve kessfiyat (рус. Изобретения и открытия), Стамбул, 1881.
3. Fusulierbea (рус. Времена года), Стамбул, 1884.
4. Tahayülat (рус. Грёзы), Стамбул, 1884.
5. Bagëti e Bujqësija (рус. Стада и зерновые), Бухарест, 1886.
6. E këndimit çunavet (рус. Список чтения для мальчиков), Бухарест, 1886.
7. Istori e përgjithshmepërmësonjëtorettëpara (рус. Общая история для первого курса), Бухарест, 1886.
8. Vjershapërmësonjëtorettëpara (рус. Поэзия для первого курса), Бухарест, 1886.
9. Dituritëpërmësonjëtorettëpara (рус. Общие знания первого курса), Бухарест, 1886.
10. O alithispothoston Skypetaron (рус. Истинное желание албанцев), Бухарест, 1886.
11. Luletë e Verësë (рус. Цветы лета), Бухарест, 1890.
12. Mësime (рус. Занятия), Бухарест, 1894.
13. Parajsadhefjalafluturake (рус. Рай и летающий мир), Бухарест, 1894.
14. Gjithësia (рус. Вселенная), Бухарест, 1895.
15. Fletore e bektashinjët (рус. Записибекташи), Бухарест, 1895.
16. O eros (рус. Любовь), Стамбул, 1895.
17. Iliadh' e Omirit (рус. Иллиада Гомера), Бухарест, 1896.
18. Istori e Skënderbeut (рус. ИсторияСкандербега), Бухарест, 1898.
19. Qerbelaja (рус. Кербела), Бухарест, 1898.
20. Istori e Shqipërisë (рус. История Албании), София, 1899.
21. Shqipëria (рус. Албания), София, 1902.